# Iporã
Iporã là một đô thị thuộc bang Paraná, Brasil. Đô thị này có diện tích 647,894 km², dân số năm 2007 là 15353 người, mật độ 11,3 người/km².